# Яяма
Яяма — город в Экваториальной провинции Демократической республики Конго, с численностью менее 10 000 человек. Город находится на левом берегу реки Чуапа. Через город проходит автомобильная дорога, имеется переправа через реку Чуапа. Ближайший крупный город Кисангани находится к северо-востоку от Яяма приблизительно в 350 километров.